# Török Gyula (író)
A legszebb és leggazdagabb ígéret volt egész mai irodalmunkban”, írta róla nekrológjában Juhász Gyula.
Török Gyula (Simánd, 1888. július 16. – Budapest, 1918. október 20.) magyar író, hírlapíró.

## Életpályája
Apja, a dzsentri családból származó Török István, gróf Károlyi Gyula simándi birtokának jószágfelügyelője volt, anyja, Koncz Lujza szintén nemesi származású. Boldog és gondtalan gyermekkorának tizennégy éves korában apja halála vetett véget. Török István után nem maradt vagyon, az özvegy anya szűkös nyugdíjat kapott, öt gyermekével beköltözött Aradra. Török Gyula keservesen jutott el az érettségiig, mert saját tanulmányaira alig maradt ideje, más diákokat korrepetált, hogy a család anyagi helyzetén segítsen. 
Tizennyolc éves korában beiratkozott a kolozsvári egyetem földrajz-történelem szakára, biztos kenyeret jelentő tanári diplomát szeretett volna szerezni. A Tanítók Háza nevű internátusban kapott elhelyezést, itt barátkozott össze Harsányi Zsolt íróval. 
Török Gyula eleinte festő akart lenni, egy tusrajza meg is jelent a Heltai Jenő szerkesztette Fidibuszban. Vonzotta a képzőművészet, tehetséges rajzoló, festő és karikaturista volt.
1908-ban a kolozsvári Újság c. napilap regénypályázatot hirdetett, amelyre Török Gyula a pályadíj reményében adta be Kis Ferkó című történelmi tárgyú hosszabb elbeszélését. A pályázatot megnyerte, érdeklődése egyre inkább az írás felé fordult. Egyetemi tanulmányait abbahagyta, Harsányi Zsolt biztatására a kolozsvári iparostársadalom szócsövének, az Előrének szerkesztőségében dolgozott, s rettenetes szegénységben élt. A hírlapírást autodidakta módon tanulta meg, minden kolozsvári lapot végigjárt, majd az Ellenzéknél kötött ki. Itt már elfogadható fizetést kapott, amelyből már haza is tudott küldeni. 1909 őszén a Szabadság munkatársaként Nagyváradra került, Juhász Gyulával, Bíró Lajossal, Dutka Ákossal, Nagy Endrével, Emőd Tamással, Krúdy Gyulával dolgozott együtt. Váradon ismerkedett meg Ady Endrével, akivel kölcsönösen vonzódtak egymáshoz. Itt kezdte írni első regényét, A porbant, amely a Magyar Hírlap 1912-es évfolyamában folytatásokban jelent meg.
1911-ben Budapestre költözött, a Magyar Hírlap munkatársa lett. Huszonnégy éves, amikor megírja fő művének tartott regényét, A zöldköves gyűrűt, amely 1913-ban az Élet c. folyóirat hasábjain jelent meg folytatásokban. (A regényből 1977-ben Horváth Z. Gergely tv-filmet rendezett, a Magyar Rádió hangjátékot készített.) 1915-ben az Esti Újság, majd a Magyarország c. lap munkatársa, országgyűlési tudósítója. Egon című regényét 1915-ben az Egyenlőség c. lap adta közre folytatásokban (könyv alakban napjainkig sem jelent meg). Ikrek c. regénye 1917-ben nyerte el az Érdekes Újság regénypályázatának első díját, amelyet korai halála miatt már édesanyjának kézbesítettek.
Tehetségét élete utolsó három évében ismerték fel a kiadók. A Franklin gondozásában megjelent A porban c. regényének címlapját ő maga rajzolta. Még nyomtatásban láthatta A zöldköves gyűrűt, és több elbeszélésgyűjteményét, de már nem érte meg A halszemű három fia című novelláskötete és az Ikrek című regénye megjelenését.
Török Gyulának összesen tizenkét évet adott a sors az írásra. Rengeteget dolgozott. Napi kenyérkereső újságírói munkája mellett öt regényt, novellákat, folyóiratcikket írt, számos képzőművészeti kritikája jelent meg.
A spanyolnátha vitte el 1918-ban.

## Költészete
Akinek tele van a lelke, az beleénekel az erdőbe, és nem törődik vele, hogy az erdő érti-e.

## Emlékezete
- Gellért Oszkár: Török Gyula. Nyugat, 1918. 5.[2]
- Harsányi Zsolt: Török Gyula, fertálymágnás és költő. Nyugat, 1922. 20. sz.[3]
- Juhász Gyula: Török Gyula. In: Örökség : Válogatott prózai írások. 1. köt.[4]
- Kortsák Jenő: Török Gyula. Nyugat 1918. 23. sz.[5]
- Márai Sándor: Török Gyula poszthumus könyve. Nyugat, 1919. 12-13. sz.[6]
- ifj. Vajda János: Török Gyula. Huszadik Század, 1938. nov.[7]
- Vidor Miklós: A nagy ígéret: Török Gyula. Új Ember, 58. évf. 2002. 12. sz.[8]

## Művei

### Regények
- Kis Ferkó : az "Ujság" pályázatán dijat nyert történelmi elbeszélés. Kolozsvár : Stief Ny., 1908. 67 p.
- A porban.

1. Bp.: Franklin, 1917. 1-2. köt.
2. Bp.: Táltos, 1917 Budapest : Világosság Ny. 1-2. köt.
3. Bp.: Franklin, [1943]. 1-2. köt.
4. Noviszád: Testvériség-Egység Kiadó, 1956. 430 p.
5. Bp.: Szépirodalmi Kiadó, 1964. 360 p.
6. Bp.: Szépirodalmi Könyvkiadó, 1974. 397 p.[9]
7. Bukarest: Kriterion, 1980. 354 p.

- A zöldköves gyűrű, amelyből 1975-ben Horváth Z. Gergely rendezésében azonos címmel tévéjáték készült, melyet 1977-ben mutattak be.

1. Bp.: Táltos, 1918. 332 p.
2. Bp.: Franklin, 1944. 348 p.
3. Bp.: Szépirodalmi Kiadó, 1956. 387 p.
4. Bp.: Szépirodalmi Kiadó, 1963. 1-2. köt.
5. Bp.: Szépirodalmi Kiadó, 1969. 323 p.
6. Bp.: Szépirodalmi Kiadó, 1973. 401 p.[10]
7. Bp.: Magyar Könyvklub, 1995. 306 p.
8. Bp.: Unikornis, 1999. 280 p. Bp.: Kossuth, 2007. 268 p.

- A hamu alatt. Bp.: Szépirodalmi Könyvkiadó, 1979. 357 p.
- Egon. 1918. Folytatásokban az Egyenlőség hasábjain.
- Ikrek.

1. Bp.: Szépirodalmi Kiadó, 1958. 229 p.
2. Bp.: Szépirodalmi Kiadó, 1969. 170 p.
3. Bp.: Osiris, 1999. 159 p.

- Ikrek : regény és elbeszélések. Bp.: Szépirodalmi Kiadó, 1957. 1-2. köt.

### Novellák
- Szerelmes szívünk : válogatott elbeszélések.

1. Bp.: Légrády, 1917. 222 p.
2. Bp.: Eri, 2005. 175 p.

- Fehér virág : regényes novellafűzér. Bp.: Táltos, 1919. 130 p.
- A halszemű három fia. Bp.: Franklin, 1919. 176 p.
- A Rozál lánya : elbeszélések.

1. Bp: Jövő Ny., [194?]. 62 p.
2. Bp.: Stádium Ny.1944. 64 p.

- Ikrek : regény és elbeszélések. Bp.: Szépirodalmi Kiadó, 1957. 1-2. köt.
- Rozika. Nyugat 1917. 10. sz.[11]
- Fehér Virág : Karácsonyi ének. Nyugat 1917. 24. sz.[12]
- Vándorló legény jegyzetei : (Bécsi emlék). Nyugat 1918. 1. sz.[13]
- A pecsenye. Nyugat 1918. 2. sz.[14]
- Nagyon jó vicc! Nyugat 1918. 5. sz.[15]

### Cikkek
- A napraforgós hölgy : (Velencei álom három képben. Írta: Vojnovich Ivó. Bemutatták A Magyar Színházban.) Nyugat 1912. 20. sz.[16]
- Egy vidéki kiállítás. Nyugat 1912. 19. sz.[17]
- Batthyány Gyula gróf képei. Nyugat 1914. 4. sz.[18]
- Ferenczy Károly. Nyugat 1917. 7. sz.[19]
- Kisszobrok : Jegyzetek Ferenczy István gyűjteményének kiállításához. Nyugat 1917. 12. sz.[20]
- Muraszaki-no-Szhikibu: Genji Monogatári.[Könyvismertetés.] Nyugat 1913. 4. sz.[21]
- Kárpáti Aurél: Három régi esztendő. Nyugat 1918. 10. sz.[22]
- Egy különös ember halálára. [Szász Ödön újságíró, szerkesztő] Nyugat 1917. 6. sz.[23]
- Tömörkény. Nyugat 1917. 9. sz.[24]
- Zakata. [Disputa rovat.] Nyugat 1913. 11. sz.[25]